# 192年
| 千纪： | 1千纪                                                                                           |
| 世纪： | 1世纪 \| 2世纪 \| 3世纪                                                                         |
| 年代： | 160年代 \| 170年代 \| 180年代 \| 190年代 \| 200年代 \| 210年代 \| 220年代                       |
| 年份： | 187年 \| 188年 \| 189年 \| 190年 \| 191年 \| 192年 \| 193年 \| 194年 \| 195年 \| 196年 \| 197年 |
| 纪年： | 壬申年（猴年）；东汉初平三年                                                                    |

## 大事记
- 中国
  - 5月22日，呂布受王允計殺權臣董卓、姪兒董璜與其弟董旻，王允也處死了可憐董卓的蔡邕。後來董卓舊部李傕、郭汜為了報仇而率兵十餘萬大軍攻長安，又與韓遂、馬騰交戰，關中大亂，呂布與張遼逃奔華東，王允犧牲於長安，因此呂布兵敗而殺死李肅。
  - 牛輔因軍中有人叛亂，使到軍中大亂，牛輔還以為每個人都叛亂，所以只好帶著錢財與其親信攴胡赤兒（攴音鋪）與五、六人逃跑，不料被愛財如命的攴胡赤兒殺死，所有的錢財被攴胡赤兒所掠奪。
  - 袁绍与公孙瓒界桥之战、巨马水之战、龙凑之战。
  - 袁术击袁遗扬州之战。
  - 盧植病死。
  - 曹操在武阳之战击破黑山军。
  - 劉岱因不聽鮑信之言而擅自出擊與黃巾軍交戰，最終鮑信與劉岱齊齊犧牲。
  - 曹操破黄巾军于兖州。
- 罗马帝国
  - 12月31日，皇帝康茂德遇刺。

## 各国领袖

### 非洲
- 库施
  - 国王：Amanikhareqerem（190年－200年）

### 亚洲
- 中国
  - 东汉：
    - 皇帝：汉献帝（189年－220年）
- 朝鲜
  - 百济：
    - 国王：肖古王（166年－214年）

  - 高句丽：
    - 国王：故国川王（179年－197年）

  - 新罗：
    - 国王：伐休尼师今（184年－196年）

### 欧洲
- 高加索伊比里亚
  - 国王：列夫一世（189年－216年）
- 罗马帝国
  - 皇帝：康茂德（177年－192年）

### 中东
- 奥斯若恩
  - 国王：Abgar IX（177年－212年）
- 安息
  - 国王：沃洛吉斯五世（191年－208年）

## 出生
- 曹植（232年去世）40岁
- 周不疑，劉表別駕劉先外甥

## 逝世
- 5月22日——董卓，汉朝權臣。
- 董旻，董卓之弟。
- 董璜，董擢之子，董卓之姪。
- 董白，董卓孫女。
- 蔡邕，汉朝文人（132年出生）60岁
- 7月4日——王允，汉朝政治家（137年出生）55岁
- 盧植
- 李肅
- 牛輔
- 鮑信(152年出生)
- 劉岱
- 12月31日——康茂德，罗马帝国皇帝（161年出生）31岁